# (533) Sara
(533) Sara – planetoida z pasa głównego asteroid okrążająca Słońce w ciągu 5 lat i 52 dni w średniej odległości 2,98 j.a. Została odkryta 19 kwietnia 1904 roku w Landessternwarte Heidelberg-Königstuhl w Heidelbergu przez Raymonda Dugana. Nazwa planetoidy pochodzi od imienia przyjaciółki odkrywcy. Przed jej nadaniem planetoida nosiła oznaczenie tymczasowe (533) 1904 NZ.